# Romualdo Bonfadini
Romualdo Bonfadini (Albosaggia, 16 settembre 1831 – Sondrio, 14 ottobre 1899) è stato un giornalista, politico, magistrato, storico e patriota italiano, deputato e senatore del Regno d'Italia.

## Biografia
Dopo una breve carriera come avvocato, scrisse come giornalista su numerosi giornali tra i quali Il Crepuscolo, il Corriere della Sera, la Nuova antologia, La Perseveranza e per qualche tempo diresse Il Politecnico fondato da Carlo Cattaneo. Fu anche presidente dell'Associazione della stampa periodica italiana e autore di alcuni libri storici.
Deputato di Adria, Clusone e Reggio Emilia nella X, XI, XII, XIII e XVI legislatura, nel 1874 fu nominato segretario generale alla pubblica istruzione, nel 1891 membro del Consiglio di Stato e nel 1896 senatore del Regno.
Dopo aver partecipato alle Cinque Giornate di Milano, aveva partecipato nel 1866 alla difesa dello Stelvio e nel 1871 alla fondazione della sezione valtellinese del Club Alpino Italiano con Luigi Torelli, Enrico Guicciardi e Giovanni Visconti Venosta.